# Eumorpha adamsi
Espèce
Eumorpha adamsi est une espèce de lépidoptères (papillons) de la famille des Sphingidae, de la sous-famille des Macroglossinae, de la tribu des Philampelini et du genre Eumorpha.

## Description
Les mâles ont une envergure de 40 millimètres. L'espèce est similaire à Eumorpha translineatus, mais s'en distingue par la bande marginale et la tache de la tornale toutes deux rose vif sur le dessus de l'aile postérieure.

## Distribution
L'espèce se rencontre au Venezuela, au Brésil, en Bolivie et au Paraguay, mais il est probablement présent dans presque toute l'Amérique du Sud.

## Biologie
- Les chenilles se développent sur des plantes grimpantes du genre Vitis.
- Les chrysalides sont souterraines.

## Systématique
- L'espèce Eumorpha  adamsi a été décrite par les entomologistes britanniques Lionel Walter Rothschild et Heinrich Ernst Karl Jordan, en 1903, sous le nom initial de Pholus adamsi[1].

### Synonymie
- Pholus adamsi Rothschild & Jordan, 1903 Protonyme